# Les ailes s'ouvrent

Les ailes s'ouvrent est un film muet français réalisé par Guy du Fresnay, sorti en 1921.

## Fiche technique
- Titre : Les ailes s'ouvrent
- Réalisation : Guy du Fresnay
- Scénario : Guy du Fresnay
- Photographie : Maurice Forster
- Société de production : Compagnie Française des Films Artistiques Jupiter[1]
- Pays de production :  France
- Durée : 58 minutes
- Dates de sortie: 
  - France : 12 octobre 1921

## Distribution
- Marguerite Madys : Bérengère de Queras
- Marie-Louise Iribe : Anne-Marie de Queras
- Genica Missirio : Serge Tchérenkol
- André Roanne : Paul Frousac
- Georges Mauloy : Marquis de Queyras